# Список керівників держав 960 року
Список керівників держав 959 року — 960 рік — Список керівників держав 961 року — Список керівників держав за роками

## Європа

### Британські острови
- Шотландія:
  - Альба (королівство) — Індальф, король (954–962)
- Англія — Едгар Мирний, король (959–975)
- Уельс:
  - Гвент — Ноуї ап Гуріад, король (955–970)
  - Дехейбарт — Оуен ап Хівел, король (950–987)
  - Гвінед — Єйав ап Ідвал, король (950–969)
  - Глівісінг — Морган ап Оуен, король (930–974)

### Північна Європа
- Данія — Гаральд I Синьозубий, король (958–986/987)
- Ірландія — Домналл Ва Нейлл, верховний король (956–980)
- Норвегія — Хокон I Добрий, король (935–961)

### Західне Франкське королівство—Лотар, король (954–986)
- Аквітанія — герцог Гуго II Капет (956–962)
- Ангулем — Гільом III, граф (950–962)
- Герцогство Васконія (Гасконь) — Санш V Санше, герцог (950–961)
- Готія — Раймунд II, маркіз, граф Руерга (бл. 935 — бл. 961)
- Ампуріас — Госфред I, граф (931–991)
- Барселона — Боррель II, граф (948–992)
- Руссільйон — Госфред I, граф (931–991)
- Каркассон — Роже I, граф (бл. 957 — бл. 1012)
- Тулуза — Раймунд IV, маркграф (950–961)
- Руерг — Раймунд II, граф (бл. 935 — бл. 961)
- Нант — Хоель I, граф (958–981)
- Нормандія — Річард I Безстрашний, герцог (942–996)
- Графство Овернь — Гільом III, граф (950–963)
- Пуатьє — Гильом I, граф (934–963)
- Труа — Роберт II (I) де Вермандуа, граф (956–966)
- Шалон — Ламберт, граф (956–979)
- Фландрія — Балдуїн III Юний, граф (918–958, 962–965)

### Німеччина
Східне Франкське королівство — Оттон I Великий, король (936–973)
- Баварія — Генріх II Норовливий, герцог (955–976, 985–995)
- Саксонія — Оттон I Великий, герцог (936–961)
- Швабія — Бурхард III, герцог (954–973)
- Лотарингія — Бруно I Великий, герцог (953–965)
  - Верхня Лотарингія — Фрідріх (Феррі) I, віце-герцог (959–978)
  - Нижня Лотарингія— Готфрід I, віце-герцог (959–964)
- Ено (Геннегау) — Готфрід I, граф (958–964)
- Намюр (графство) — Роберт I, граф (бл. 924 — бл. 974)
- Голландія — Дірк II, граф (928/949—988)
- Бургундське королівство (Арелат) — Конрад I Тихий, король (937–993)
  - В'єнн — Карл Костянтин, граф (931–962)

### ЦентральнатаСхідна Європа
- Болгарське царство — Петр I, цар (927–969)
- Польща — Мешко I, князь (960–992)
- Сербія — Часлав Клонимирович, великий жупан (927–960)
- Чеське князівство — Болеслав I Грізний, князь (935— 972)
- Угорщина — Такшонь, князь (надьфейеделем) (955–972)
- Хорватія — Михайло Крешимир II, король (949–969)
- Київська Русь — Ольга, велика княгиня Київська (945–962); Святослав Ігорович (945–972)
- Волзька Булгарія — Абдуллах ібн Мікаїл, ельтебер (володар) та емір (943— 964)
- Хозарський каганат — Йосип I, бек (940 — 965)

### Іспанія,Португалія
- Арагон — Гарсія I Санчес, граф (943–970)
- Леон — Ордоньо IV Злий, король (958–960); Санчо I Гладкий, король (956–958, 960–966)
  - Кастилія — Фернан Гонсалес, граф (931–944, 945–970)
- Кордовський халіфат — Абд ар-Рахман III, халіф (929–961)
- Наварра (Памплона) — Гарсія Санчес I, король (925–970)
- Португалія — Гонсалу I Мендіш, граф (950–997)

### Італія
Італійське королівство — Беренгар II, король (950–966)
- Венеційська республіка — П'єтро IV Кандьяно, дож (959–976)
- Князівство Беневентське і Капуя — Ландульф II Червоний, князь (940–961)
- Салерно — Гізульф I, князь (952–977)
- Неаполітанський дукат — Іоанн III, герцог (928–968)
- Папська держава — Іоанн XII, папа римський (955–963)
- Тосканська марка — Уберто, маркграф (936–962)

### Візантійська імперія
- Візантійська імперія — Роман II, імператор (959–963)

## Азія

### Західна Азія
- Аббасидський халіфат — Абуль-Касим аль-Муті, халіф (946–974)
  - Буїди: Джибал — Рукн ад-Даула, емір (935–977); Керман і Фарс — Адуд ад-Даула, емір (949–983)
  - Хамданіди (Ірак, Сирія) — Насир ад-даула ел-Хасан, емір (Аль-Джазіра) (929–967); Сайф ад-Даула Алі, емір (Алеппо) (945–967)
- Ємен:
  - Зіядіди — Абу'л-Яш Ісхак ібн Ібрагім, емір (904–981)
  - Яфуриди — Мухаммад ібн ад-Даххак (вождь клана Бану Хамдан), імам (956–963)
- Кавказ:
  - Абхазьке царство — Леон III, цар (957–967)
  - Вірменія (Анійське царство) — Ашот III Милостивий, цар (953–977)
  - Тао-Кларджеті  — Баграт II Регвені (Простокуватий), цар (958–994)
  - Кахетія — Квіріке II, князь (929–976)
  - Тбіліський емірат — Джаффар II бен Мансур, емір (952–981)

### Центральна Азія
- Персія:
  - Зіяриди — Захір ад-даула Абу Мансур Вушмагір, емір (935–967)
  - Табаристан — Рустам II, іспахбад (946–965)
- Середня Азія:
  - Саманідська держава (Бухара) — Абд аль-Малік I, емір (954–961)
  - Караханідська держава — Сулейман ібн Абд ал-Карім Арслан-хан, хан (958–970)

### Південна Азія
- Індія:
  - Венгі— Східні Чалук'я — Амма (Аммараджа) II, магараджа (947–970)
  - Гуджара-Пратіхари — Віджаяпала, магараджахіраджа (959–989)
  - Західні Ганги — Бутуга II, магараджа (938–961)
  - Імперія Пала — Гопала II, магараджа (940–960); Віграхапала II (960-988)
  - Кашмір — Абхіманья, магараджа (958–972)
  - Парамара (Малава) — Сіяка II, магараджа (948–974)
  - Раштракути — Крішна III, магараджахіраджа (939–967)
  - Харікела (династія Чандра) — Шрічандра, магараджахіраджа (930–975)
  - Чола — Парантака Чола II, магараджа (957–970)
  - Ядави (Сеунадеша) — Вадугі I, магараджа (950–970)

### Південно-Східна Азія
- Кхмерська імперія — Раджендраварман II, імператор (944–968)
- Бан Пха Лао (Чиангсен) — Лао Кхенг, раджа (941–966)
- Мианг Сва — Кхун Кхап, раджа (бл. 940–960); Кхун Кхоа, раджа (бл. 960–980)
- Далі (держава) — Дуань Сицун, король (952–968)
- Паган — Н'яунг-у Саврахан, король (956–1001)
- Чампа — Джая Індраварман I, князь (959–965)
- Індонезія:
  - Матарам — Шрі Ісіяна Тунггавійя, шрі-магараджа (947–985)
  - Сунда — Лімбур Канкана, король (954–964)

### Східна Азія
- Японія — Муракамі, імператор (946–967)
- Китай (Епоха п'яти династій і десяти царств):
  - Пізня Чжоу — Гун-ді (Чай Цзунсюнь), імператор (959–960); в 960 завойована династією Сун
  - Пізня Шу — Мен Цзісян, імператор (934–965)
  - У Юе — Цянь Чу, король (948–978)
  - Південна Тан — Юань-цзун (Лі Цзин), імператор (943–961)
  - Південна Хань — Хоу-чжу (Лю Чан), імператор (958–972)
  - Північна Хань — Лю Цзюнь, імператор (954–968)
  - Сун — Тай-цзу (Чжао Куан'їнь), імператор (960–976)
  - Цзіннань — Ґао Баожун, король (948–960); Ґао Баосюй (960-962)
  - Чу — Чжоу Сінфен, король (956–962)
- Корея:
  - Корьо — Чонджон, ван (949–975)

## Африка
- Аксум (Ефіопія) — Іан Сеюм, імператор (959–999)
- Аудагаст — Тін Йарутан, емір (бл. 920–960)
- Імперія Гао — Нгару Нга Дам, дья (бл. 940 — бл. 970)
- Фатімідський халіфат — Аль-Муїзз Лідініллах, халіф (953–975)
- Магриб — Хасан ібн Касим, халіф (954–974, 975–985)
- Некор — Юртум ібн Ахмад, емір (947–970)